# 2033
2033 (MMXXXIII) bude běžný rok, který v gregoriánském kalendáři začne v sobotu 1. ledna. Bude to 33. rok 21. století.

## Očekávané události
- 2. března – plánovaný průlet sondy Lucy kolem planetky Patroclus nacházející se mezi Jupiterovými trojány.
- 8. října – superměsíc a zatmění Měsíce.[1]
- 18. května – unixtid dosáhne 2 000 000 000 ve 3:33:20 GMT.
- Britské železniční spojení HS2 by mělo být dokončeno.[2]

## Ve fikci
Zde jsou některá fikční díla, která se odehrávají v roce 2033:
- Pancéřová holka (film, 1995)
- 2033 (film, 2009)[3]
- Star Trek: Nová generace (seriál) – druhý díl seriálu se odehrává v tomto roce
- Metro 2033 (kniha i hra)